# Pézarches
Pézarches (prononcé [pe.ˈzaʁʃ ]) est une commune française située dans le département de Seine-et-Marne en région Île-de-France.

## Géographie

### Localisation
Pézarches est une commune rurale de la vallée de l'Yerres, située à l'est de la capitale à une distance d'une cinquantaine de kilomètres du boulevard périphérique (porte de Charenton).

### Communes limitrophes
Les communes limitrophes sont : Faremoutiers, Hautefeuille, Lumigny-Nesles-Ormeaux, Touquin.
| Hautefeuille           | Faremoutiers           | Faremoutiers |
| Lumigny-Nesles-Ormeaux | Pézarches              | Touquin      |
| Lumigny-Nesles-Ormeaux | Lumigny-Nesles-Ormeaux | Touquin      |

### Hydrographie

#### Réseau hydrographique

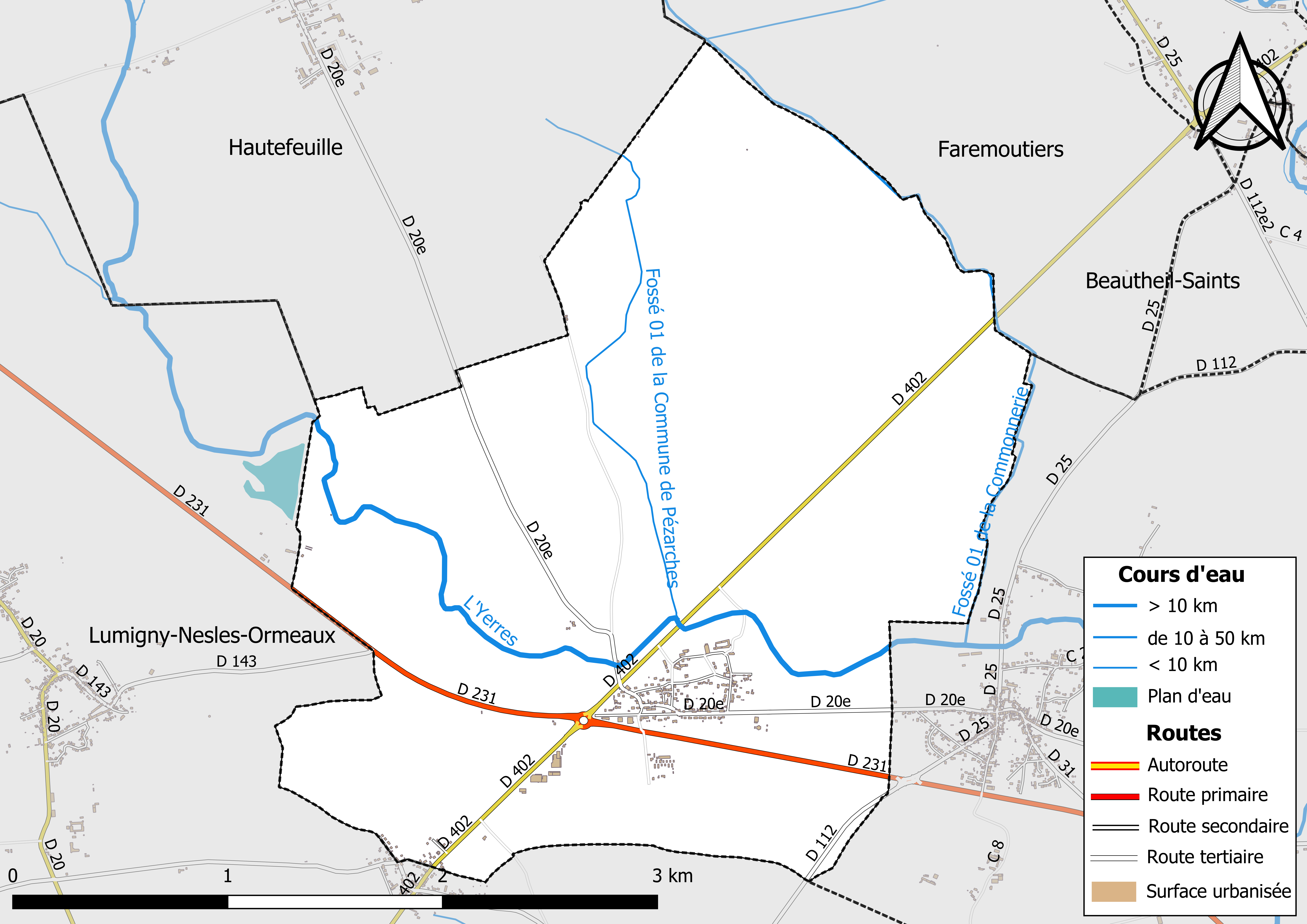
Carte des réseaux hydrographique et routier de Pézarches.

Le réseau hydrographique de la commune se compose de trois cours d'eau référencés :
- la rivière l’Yerres, longue de 98,23 km[2], affluent en rive droite de la Seine ;
  - le fossé 01 de la Commune de Pézarches, 2,92 km[3], et ;
  - le fossé 01 de la Commonnerie ou ru de la Poix, 5,55 km[4], qui confluent avec l’Yerres.

La longueur totale des cours d'eau sur la commune est de 7,74 km.

#### Gestion des cours d'eau
Afin d’atteindre le bon état des eaux imposé par la Directive-cadre sur l'eau du 23 octobre 2000, plusieurs outils de gestion intégrée s’articulent à différentes échelles : le SDAGE, à l’échelle du bassin hydrographique, et le SAGE, à l’échelle locale. Ce dernier fixe les objectifs généraux d’utilisation, de mise en valeur et de protection quantitative et qualitative des ressources en eau superficielle et souterraine. Le département de Seine-et-Marne est couvert par six SAGE, au sein du bassin Seine-Normandie.
La commune fait partie du SAGE « Yerres », approuvé le 13 octobre 2011. Le territoire de ce SAGE correspond au bassin versant de l’Yerres, d'une superficie de 1 017 km2, parcouru par un réseau hydrographique de 450 kilomètres de long environ, répartis entre le cours de l’Yerres et ses affluents principaux que sont : le ru de l'Étang de Beuvron, la Visandre, l’Yvron, le Bréon, l’Avon, la Marsange, la Barbançonne, le Réveillon. Le pilotage et l’animation du SAGE sont assurés par le syndicat mixte pour l'assainissement et la gestion des eaux du bassin versant de l’Yerres (SYAGE), qualifié de « structure porteuse ».

### Sismicité
La commune est classée en zone de sismicité 1, correspondant à une sismicité très faible.

### Climat
Pour des articles plus généraux, voir Climat de l'Île-de-France et Climat de Seine-et-Marne.
En 2010, le climat de la commune est de type climat océanique dégradé des plaines du Centre et du Nord, selon une étude du CNRS s'appuyant sur une série de données couvrant la période 1971-2000. En 2020, Météo-France publie une typologie des climats de la France métropolitaine dans laquelle la commune est exposée à un climat océanique altéré et est dans la région climatique Nord-est du bassin Parisien, caractérisée par un ensoleillement médiocre, une pluviométrie moyenne régulièrement répartie au cours de l’année et un hiver froid (3 °C).
Pour la période 1971-2000, la température annuelle moyenne est de 10,9 °C, avec une amplitude thermique annuelle de 15,3 °C. Le cumul annuel moyen de précipitations est de 730 mm, avec 11,7 jours de précipitations en janvier et 7,9 jours en juillet. Pour la période 1991-2020, la température moyenne annuelle observée sur la station météorologique la plus proche, située sur la commune de Mouroux à 10 km à vol d'oiseau, est de 11,3 °C et le cumul annuel moyen de précipitations est de 721,3 mm,. Pour l'avenir, les paramètres climatiques de la commune estimés pour 2050 selon différents scénarios d'émission de gaz à effet de serre sont consultables sur un site dédié publié par Météo-France en novembre 2022.

### Milieux naturels et biodiversité

#### Réseau Natura 2000

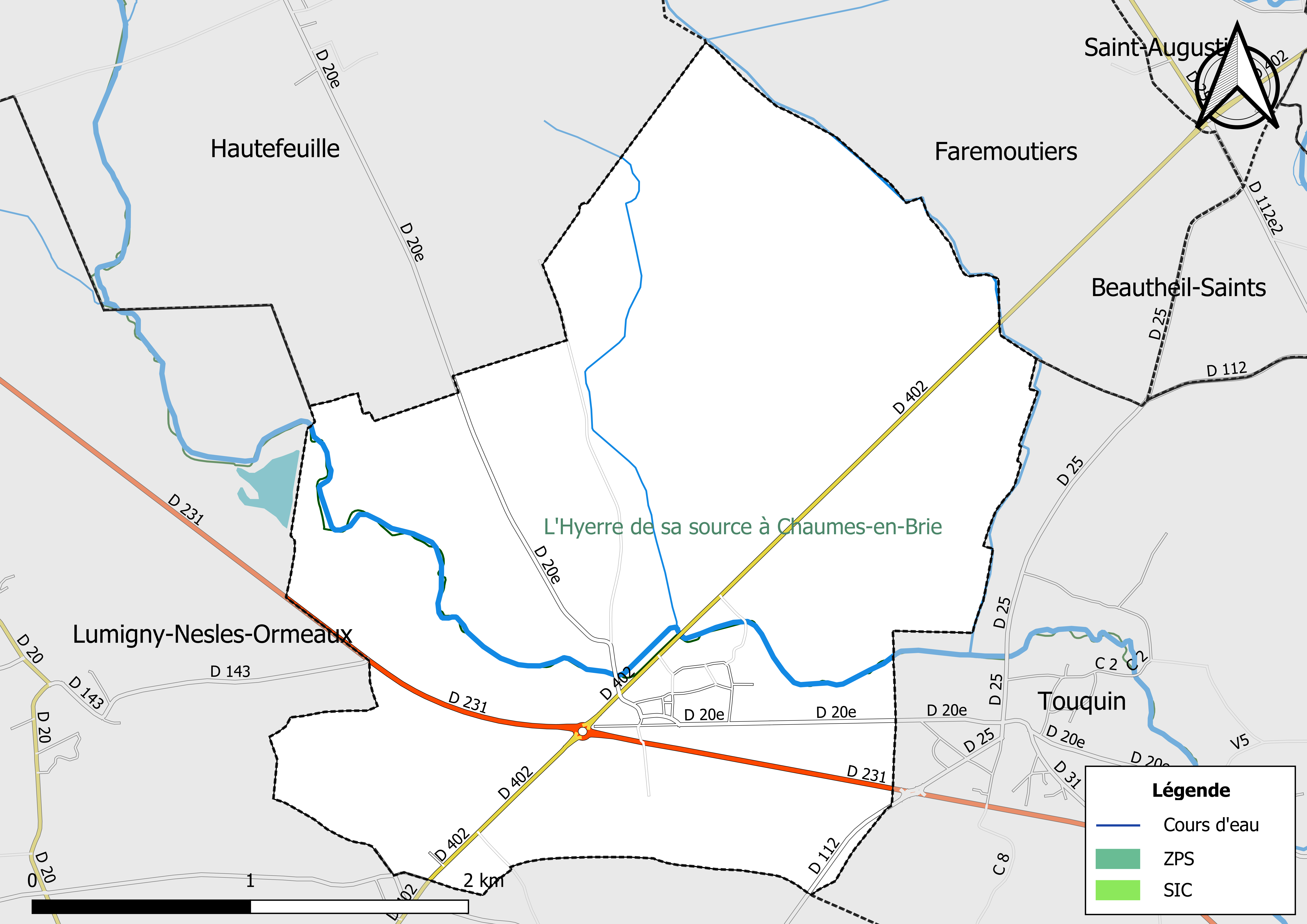
Sites Natura 2000 sur le territoire communal.

Le réseau Natura 2000 est un réseau écologique européen de sites naturels d’intérêt écologique élaboré à partir des Directives « Habitats » et « Oiseaux ». Ce réseau est constitué de Zones spéciales de conservation (ZSC) et de Zones de protection spéciale (ZPS). Dans les zones de ce réseau, les États Membres s'engagent à maintenir dans un état de conservation favorable les types d'habitats et d'espèces concernés, par le biais de mesures réglementaires, administratives ou contractuelles.
Un site Natura 2000 a été défini sur la commune au titre de la « directive Habitats », : 
- « L'Yerres de sa source a Chaumes-en-Brie », d'une superficie de 18 ha, un tronçon de 40 km de l'Yerres qui héberge une faune piscicole et une végétation aquatique devenues rares en Ile-de-France[18],[19].

#### Zones naturelles d'intérêt écologique, faunistique et floristique

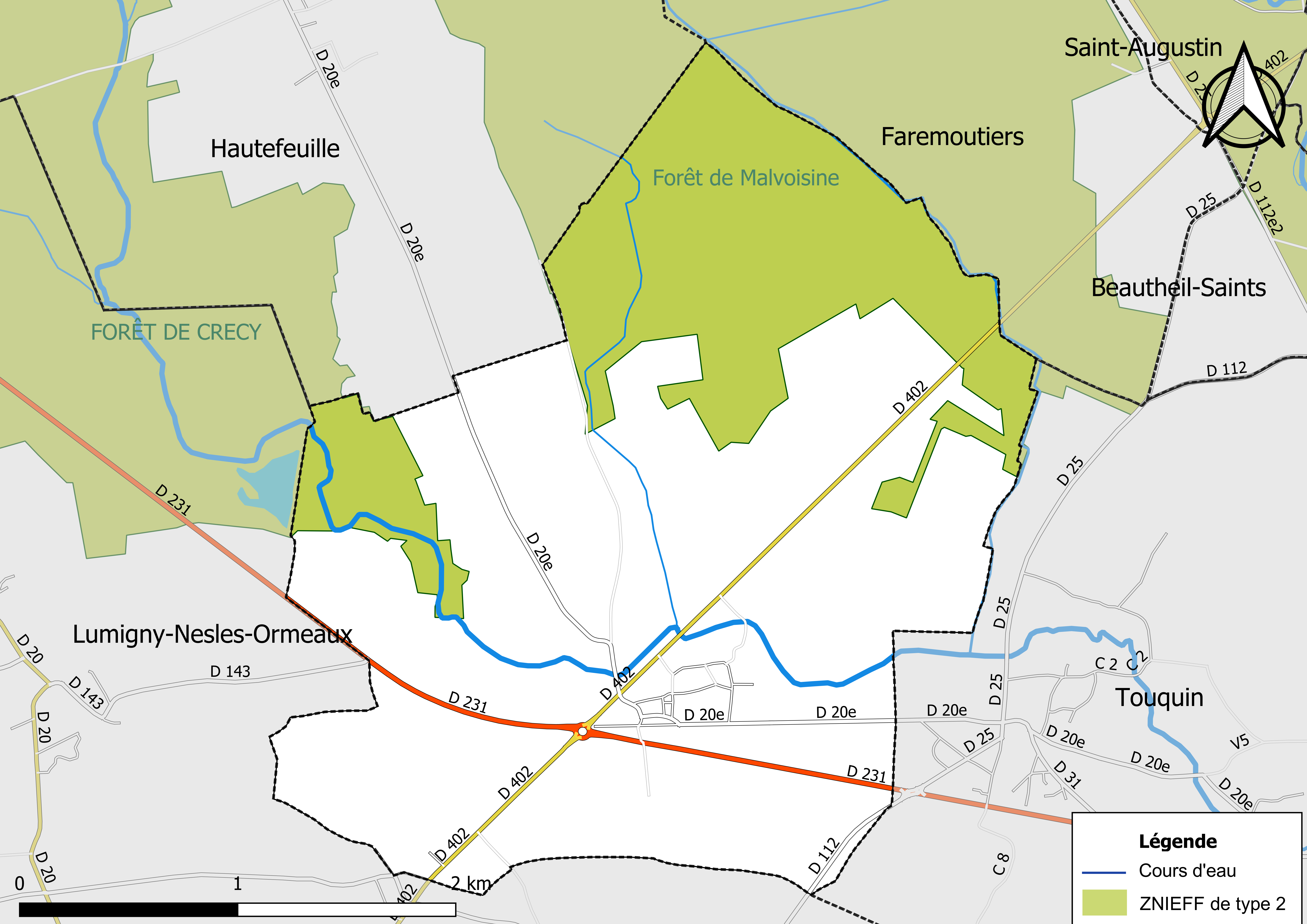
Carte des ZNIEFF de type 2 localisées sur la commune.

L’inventaire des zones naturelles d'intérêt écologique, faunistique et floristique (ZNIEFF) a pour objectif de réaliser une couverture des zones les plus intéressantes sur le plan écologique, essentiellement dans la perspective d’améliorer la connaissance du patrimoine naturel national et de fournir aux différents décideurs un outil d’aide à la prise en compte de l’environnement dans l’aménagement du territoire.
Le territoire communal de Pézarches comprend deux ZNIEFF de type 2,, : 
- la « Forêt de Crécy » (6 897,74 ha), couvrant 17 communes du département[21] ;
- la « Forêt de Malvoisine » (994,15 ha), couvrant 5 communes du département[22].

## Urbanisme

### Typologie
Au 1er janvier 2024, Pézarches est catégorisée commune rurale à habitat dispersé, selon la nouvelle grille communale de densité à sept niveaux définie par l'Insee en 2022.
Elle est située hors unité urbaine. Par ailleurs la commune fait partie de l'aire d'attraction de Paris, dont elle est une commune de la couronne,. Cette aire regroupe 1 929 communes,.

### Lieux-dits et écarts
La commune compte 34 lieux-dits administratifs répertoriés consultables ici (source : le fichier Fantoir) dont les Aulnets, l'Epinette, la Garenne de chênes, Rigny.

### Occupation des sols
L'occupation des sols de la commune, telle qu'elle ressort de la base de données européenne d’occupation biophysique des sols Corine Land Cover (CLC), est marquée par l'importance des territoires agricoles (55,3 % en 2018), en diminution par rapport à 1990 (56,9 %). La répartition détaillée en 2018 est la suivante : 
terres arables (55,3% ), forêts (41,4% ), zones urbanisées (3,4 %).
Parallèlement, L'Institut Paris Région, agence d'urbanisme de la région Île-de-France, a mis en place un inventaire numérique de l'occupation du sol de l'Île-de-France, dénommé le MOS (Mode d'occupation du sol), actualisé régulièrement depuis sa première édition en 1982. Réalisé à partir de photos aériennes, le Mos distingue les espaces naturels, agricoles et forestiers mais aussi les espaces urbains (habitat, infrastructures, équipements, activités économiques, etc.) selon une classification pouvant aller jusqu'à 81 postes, différente de celle de Corine Land Cover,,. L'Institut met également à disposition des outils permettant de visualiser par photo aérienne l'évolution de l'occupation des sols de la commune entre 1949 et 2018.

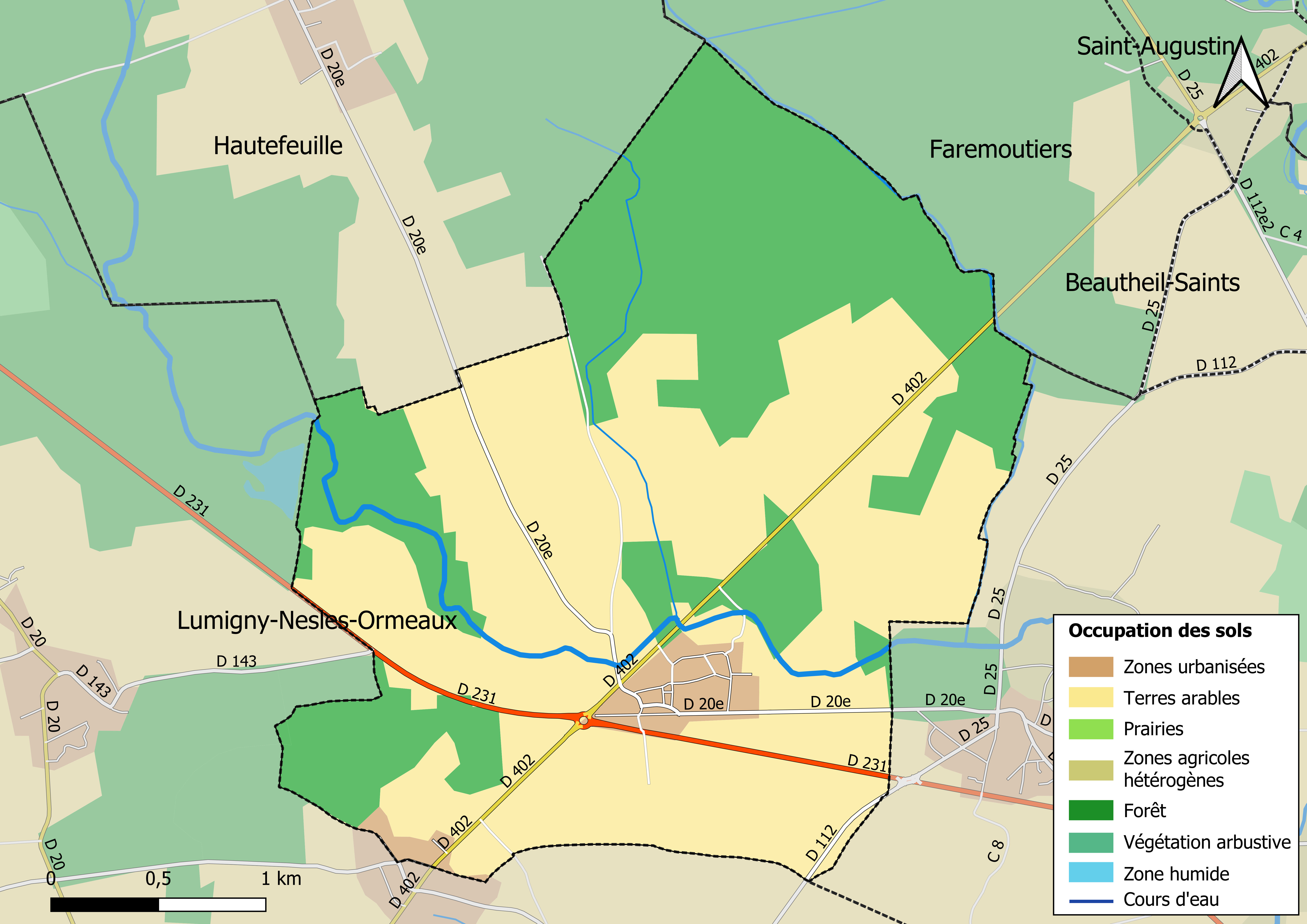
Carte des infrastructures et de l'occupation des sols en 2018 (CLC) de la commune.
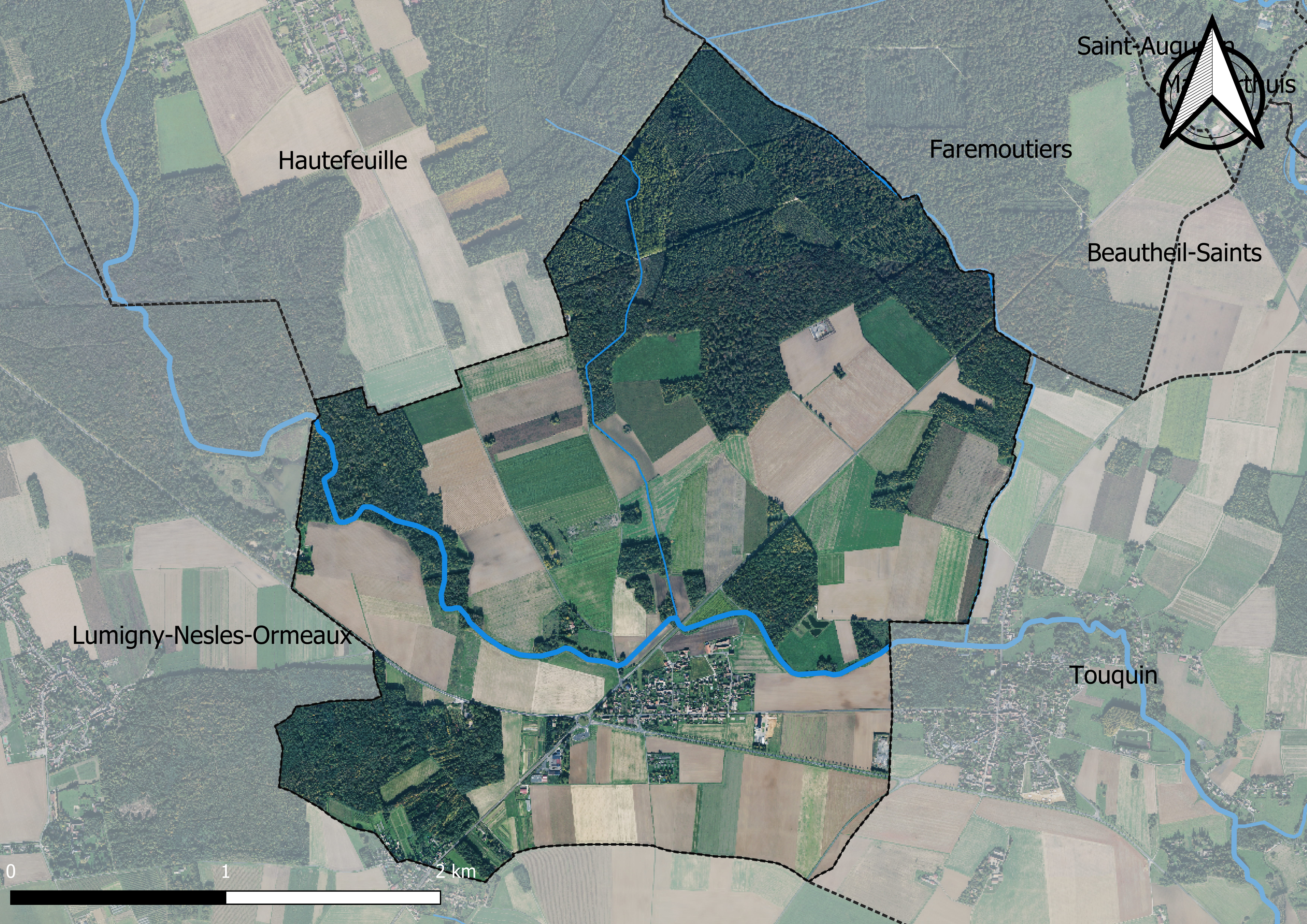
Carte orhophotogrammétrique de la commune.

### Planification
La commune, en 2019, avait engagé l'élaboration d'un plan local d'urbanisme.

### Logement
En 2016, le nombre total de logements dans la commune était de 
156 dont 95,4 % de maisons et 3,9 % d’appartements.
Parmi ces logements, 89,8 % étaient des résidences principales, 2,9 % des résidences secondaires et 7,3 % des logements vacants.
La part des ménages fiscaux propriétaires de leur résidence principale s’élevait à 89,1 % contre 10,2 % de locataires et 0,7 % logés gratuitement,.

### Voies de communication et transports

#### Voies de communication
La commune est desservie par les routes départementales RD 231 et RD 402. On y accède de Paris par l'autoroute A4, sortie no 13 en direction de Provins.

#### Transports
Pézarches est desservie par les lignes 1 du réseau de bus Brie et 2 Morin et 50 du réseau de bus Provinois - Brie et Seine.
Une station de covoiturage, situé au croisement des départementales 402 et 231, disposant d'un arrêt sur ces lignes d'auticars, de stationnement pour voitures et vélos, ainsi que d'une borne de recharge des voitures électriques, a été mise en service en 2016.

## Toponymie
Pézarches, Peserches vers 1222, semble représenter l'ancien français pesarch « chaume de pois, champ de pois ».

## Histoire
Au XIIe siècle, Pézarches devient une paroisse. Les bénéfices de cette jeune paroisse sont attribués, par l’évêque de Meaux, au prieur de La Celle.
Le territoire actuelle de Pézarches était divisé en deux seigneuries : Pézarches et les Grès.
En 1670, la seigneurie de Pézarches appartient à l’écuyer, Messire François Bernage, tandis que la seigneurie des Grès est détenue par Messire Charles Girard, lui aussi écuyer et sieur des Bergeries.
Entre 1715 et 1789, la seigneurie appartient à la famille Olier, eux-mêmes seigneurs de Touquin, de Malvoisine et d’une partie du territoire d’Ormeaux.
En 1773, Jean-Philibert Olier vend sa seigneurie au marquis de Montesquiou, seigneur de Mauperthuis et de Coulommiers, brigadier des armées du roi et premier écuyer du comte de Provence. Egalement, il rachète la seigneurie de Touquin et Malvoisine.
Avant la révolution la paroisse appartient au diocèse de Meaux, au baillage de Crécy et Faremoutiers.
En 1793, à cause de la Terreur, le marquis de Montesquiou fuit et vend ses domaines à un notaire parisien, Claude Quatremère.
En 1806, le territoire appartient à M. de la Rochefoucault Doudeauville.
En 1818, elle passe aux mains de l'assistance publique.

## Politique et administration

### Rattachements administratifs et électoraux
La commune était intégrée depuis 1926 à l'arrondissement de Provins du département de Seine-et-Marne.
Afin de faire coïncider les limites d'arrondissement et celles des intercommunalités, elle intègre le 1er janvier 2018 l'arrondissement de Meaux.
Pour l'élection des députés, elle fait partie depuis 2012 de la quatrième circonscription de Seine-et-Marne.
Elle faisait partie depuis 1801 du canton de Rozay-en-Brie. Dans le cadre du redécoupage cantonal de 2014 en France, la commune est désormais intégrée au canton de Coulommiers.

### Intercommunalité
La commune était membre de la communauté de communes Avenir et développement du secteur des Trois Rivières, créée fin 1993.
Le 1er janvier 2013, celle-ci fusionne avec la communauté de communes de la Brie des Templiers pour former la communauté de communes du Pays de Coulommiers.
Dans le cadre des dispositions de la loi portant nouvelle organisation territoriale de la République (Loi NOTRe) du 7 août 2015, qui prévoit que les établissements publics de coopération intercommunale (EPCI) à fiscalité propre doivent avoir un minimum de 15 000 habitants (et 5 000 habitants en zone de montagnes), le schéma départemental de coopération intercommunale (SDCI) de Seine-et-Marne prescrit  sa fusion avec la communauté de communes de la Brie des moulins.
La communauté d'agglomération Coulommiers Pays de Brie est ainsi créée le 1er janvier 2018, dont la commune est désormais membre.

### Liste des maires
| Période                                  | Période  | Identité              | Étiquette | Qualité                                          |
| ---------------------------------------- | -------- | --------------------- | --------- | ------------------------------------------------ |
| Les données manquantes sont à compléter. |          |                       |           |                                                  |
| 1817                                     | 1833     | Jean-Louis Douval     |           |                                                  |
| 1834                                     | 1842     | Jacques Michel        |           |                                                  |
| 1844                                     | 1853     | Antoine Pivert        |           |                                                  |
| 1853                                     | 1884     | Jean-Pierre Desplaces |           |                                                  |
| 1884                                     |          | Victor Moussu         |           |                                                  |
| 1888                                     | 1908     | Jean-Pierre Lecoq     |           |                                                  |
| 1908                                     | 1919     | Julien Coulple        |           |                                                  |
| 1919                                     | 1925     | Jules Roland          |           |                                                  |
| 1925                                     | 1945     | Clément Bourgeois     |           |                                                  |
| 1945                                     | 1951     | Emile Daudin          |           |                                                  |
| 1951                                     | 1959     | Eugène Michel         |           |                                                  |
| 1959                                     | 1961     | André Sivert          |           |                                                  |
| 1961                                     | 1963     | Lucien Racinet        |           |                                                  |
| 1963                                     | 1965     | Raymond Roland        |           |                                                  |
| 1965                                     | 1977     | Pierre Gaudin         |           |                                                  |
| 1977                                     | 1983     | Émile Bigot           | PCF       |                                                  |
| 1983                                     | 1995     | Jean Marc Hurand      |           |                                                  |
| 1995                                     | 2001     | Pierre VenoT          |           |                                                  |
| 2003                                     | en cours | Alexandre Denamiel    |           | Chef d'entreprise Réélu pour le mandat 2014-2020 |

## Équipements et services

### Eau et assainissement
L’organisation de la distribution de l’eau potable, de la collecte et du traitement des eaux usées et pluviales relève des communes. La loi NOTRe de 2015 a accru le rôle des EPCI à fiscalité propre en leur transférant cette compétence. Ce transfert devait en principe être effectif au 1er janvier 2020, mais la loi Ferrand-Fesneau du 3 août 2018 a introduit la possibilité d’un report de ce transfert au 1er janvier 2026,.

#### Assainissement des eaux usées
En 2020, la commune de Pézarches gère le service d’assainissement collectif (collecte, transport et dépollution) en régie directe, c’est-à-dire avec ses propres personnels.
L’assainissement non collectif (ANC) désigne les installations individuelles de traitement des eaux domestiques qui ne sont pas desservies par un réseau public de collecte des eaux usées et qui doivent en conséquence traiter elles-mêmes leurs eaux usées avant de les rejeter dans le milieu naturel. La communauté d'agglomération Coulommiers Pays de Brie (CACPB)La commune assure le service public d'assainissement non collectif (SPANC), qui a pour mission de vérifier la bonne exécution des travaux de réalisation et de réhabilitation, ainsi que le bon fonctionnement et l’entretien des installations,.

#### Eau potable
En 2020, l'alimentation en eau potable est assurée par le SIAEP de la région de Touquin qui en a délégué la gestion à l'entreprise Suez, dont le contrat expire le 12 juin 2032,,.

## Population et société

### Démographie
L'évolution du nombre d'habitants est connue à travers les recensements de la population effectués dans la commune depuis 1793. Pour les communes de moins de 10 000 habitants, une enquête de recensement portant sur toute la population est réalisée tous les cinq ans, les populations de référence des années intermédiaires étant quant à elles estimées par interpolation ou extrapolation. Pour la commune, le premier recensement exhaustif entrant dans le cadre du nouveau dispositif a été réalisé en 2007.

En 2022, la commune comptait 404 habitants, en évolution de +1 % par rapport à 2016 (Seine-et-Marne : +3,92 %, France hors Mayotte : +2,11 %).
| 1793 | 1800 | 1806 | 1821 | 1831 | 1836 | 1841 | 1846 | 1851 |
| ---- | ---- | ---- | ---- | ---- | ---- | ---- | ---- | ---- |
| 116  | 115  | 139  | 170  | 183  | 169  | 180  | 166  | 179  |

| 1856 | 1861 | 1866 | 1872 | 1876 | 1881 | 1886 | 1891 | 1896 |
| ---- | ---- | ---- | ---- | ---- | ---- | ---- | ---- | ---- |
| 166  | 205  | 203  | 188  | 205  | 184  | 186  | 202  | 180  |

| 1901 | 1906 | 1911 | 1921 | 1926 | 1931 | 1936 | 1946 | 1954 |
| ---- | ---- | ---- | ---- | ---- | ---- | ---- | ---- | ---- |
| 182  | 169  | 178  | 154  | 157  | 153  | 161  | 159  | 162  |

| 1962 | 1968 | 1975 | 1982 | 1990 | 1999 | 2006 | 2007 | 2012 |
| ---- | ---- | ---- | ---- | ---- | ---- | ---- | ---- | ---- |
| 160  | 149  | 166  | 237  | 225  | 267  | 344  | 355  | 404  |

| 2017 | 2022 | - | - | - | - | - | - | - |
| ---- | ---- | - | - | - | - | - | - | - |
| 392  | 404  | - | - | - | - | - | - | - |

### Enseignement
En 2005, les enfants de la commune étaient scolarisés au sein d'un regroupement pédagogique intercommunal regroupant Pézarches,
Hautefeuille et Touquin.

## Économie
- ZI de l'Épinette

### Secteurs d'activité

#### Agriculture
Pézarches est dans la petite région agricole dénommée la « Brie boisée », une partie de la Brie autour de Tournan-en-Brie. En 2010, l'orientation technico-économique de l'agriculture sur la commune est la culture de céréales et d'oléoprotéagineux (COP).
Si la productivité agricole de la Seine-et-Marne se situe dans le peloton de tête des départements français, le département enregistre un double phénomène de disparition des terres cultivables (près de 2 000 ha par an dans les années 1980, moins dans les années 2000) et de réduction d'environ 30 % du nombre d'agriculteurs dans les années 2010. Cette tendance se retrouve au niveau de la commune où le nombre d’exploitations est passé de 9 en 1988 à 4 en 2010. Parallèlement, la taille de ces exploitations diminue, passant de 86 ha en 1988 à 68 ha en 2010.
Le tableau ci-dessous présente les principales caractéristiques des exploitations agricoles de Pézarches, observées sur une période de 22 ans : 
|                                      | 1988 | 2000 | 2010 |
| ------------------------------------ | ---- | ---- | ---- |
| Dimension économique,                |      |      |      |
| Nombre d’exploitations (u)           | 9    | 7    | 4    |
| Travail (UTA)                        | 27   | 10   | 6    |
| Surface agricole utilisée (ha)       | 771  | 567  | 271  |
| Cultures                             |      |      |      |
| Terres labourables (ha)              | 741  | 564  | 268  |
| Céréales (ha)                        | 574  | 431  | 181  |
| dont blé tendre (ha)                 | 345  | 238  | 107  |
| dont maïs-grain et maïs-semence (ha) | 177  | 138  | s    |
| Tournesol (ha)                       | 75   | s    | s    |
| Colza et navette (ha)                | s    | 48   | 29   |
| Élevage                              |      |      |      |
| Cheptel (UGBTA)                      | 66   | 33   | 1    |

## Culture locale et patrimoine

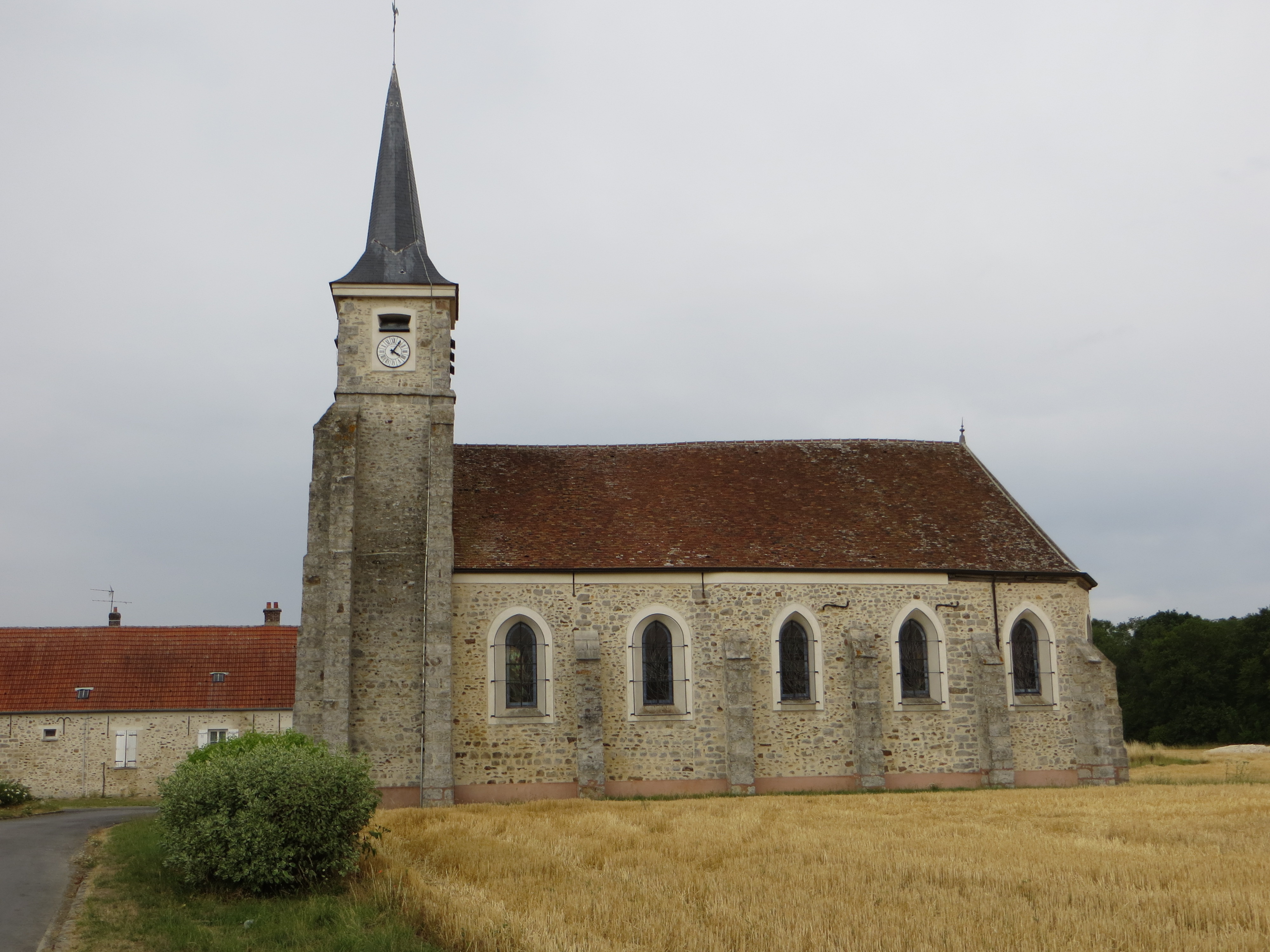
L'église Saint-Nicolas-et Sainte-Geneviève.

### Lieux et monuments
- Église Saint-Nicolas-et Sainte-Geneviève du XIIe siècle.
- Lavoir toujours visible sur la route d'Huutefeuille.

### Héraldique
| Blason de Pézarches | Blason  | Coupé: au premier de gueules à la divise ondée d'argent accompagnée de trois rochers du même, au deuxième parti au I d'or à deux tourteaux de gueules l'un au-dessus de l'autre, au II d'or au chevron haussé de gueules chargé d'un massacre de cerf d'or surmonté d'un soleil du même, accompagné de trois grappes de raisin de sable et à la bordure d'azur semée de fleurs de lis d'or. |
| Blason de Pézarches | Détails | |